# 야요이분구묘

야요이분구묘의 분포

야요이분구묘(일본어: 弥生墳丘墓)는 야요이 시대에 일본 열도에서 만들어진 무덤이다.
야요이분구묘가 가진 여러 요소를 계승하고 도약하여 고훈 시대의 고훈이 탄생한 것으로 생각된다.
야요이분구묘라는 개념은 1977년 콘도 요시로(일본어: 近藤義郎)가 제안한 것으로부터 시작된다.
기본형식으로 사각형과 원형의 두 가지 종류가 있다. 또한 기본형식의 지역적 변형으로 사우돌출형 분구묘(일본어: 四隅突出型墳丘墓) 등이 있다.

## 같이 보기
- 고훈
- 분구묘